# Lac Jeannine
Lac Jeannine är en sjö i Kanada.   Den ligger i regionen Côte-Nord och provinsen Québec, i den östra delen av landet, 900 km nordost om huvudstaden Ottawa. Lac Jeannine ligger 560 meter över havet. Arean är 0,84 kvadratkilometer. Den sträcker sig 1,9 kilometer i nord-sydlig riktning, och 0,9 kilometer i öst-västlig riktning.
I omgivningarna runt Lac Jeannine växer i huvudsak barrskog. Trakten runt Lac Jeannine är nära nog obefolkad, med mindre än två invånare per kvadratkilometer.